# Otto Tost

Otto Tost

Otto Tost (* 4. Januar 1883 in Berlin; † 30. Januar 1954) war ein deutscher Gewerkschaftsfunktionär und Politiker sowie Befehlshaber der Volksmarinedivision.

## Leben
Tost, ein gelernter Eisendreher, wurde 1903 Gewerkschaftsmitglied und trat 1907 in die SPD ein. 1916 wurde er Richard Müllers Stellvertreter als Leiter der Dreherbranche im freigewerkschaftlichen Deutschen Metallarbeiterverband und wechselte zur USPD über. Vom 17. April 1917 an gehörte Tost der Ernährungskommission des Berliner Magistrats an.
Am 28. Januar 1918 war Tost als einer von 414 gewählten Betriebsvertrauensleuten Angehöriger des neu konstituierten Groß-Berliner Arbeiterrates, der zum Januarstreik aufrief. Wie viele andere Streikführer wurde Tost daraufhin zum Militär eingezogen und gelangte als Matrose zu einer in Cuxhaven stationierten Einheit der Kaiserlichen Marine.
Im November 1918 wurde Tost Mitglied des Arbeiter- und Soldatenrats Cuxhaven; am 11. November 1918 war er wieder in Berlin, nunmehr als Angehöriger der Volksmarinedivision. Unmittelbar nach der Ermordung des Divisionskommandeurs Obermaat Paul Wieczorek am 13. November wurde Otto Tost von den Matrosen zum neuen Befehlshaber der Division gewählt und behielt diese Position bis zum 23. November, als er zum Zentralrat der Marine wechselte.
Vom 1. März 1919 an war Tost zunächst Leiter der Berliner Sektion des DMV, dann der Stuttgarter Sektion. 1922 verließ er die USPD und kehrte zur SPD zurück. Bis 1933 gehörte Tost dem Hauptverband des DMV an.
1939 und 1940 war Tost im KZ Sachsenhausen inhaftiert. Nach dem Zweiten Weltkrieg wurde er 1946 in der SBZ Mitglied der SED und des Bundesvorstandes des FDGB. Von 1945 bis 1950 war er Zweiter Vorsitzender der IG Metall in der SBZ und von 1947 bis 1950 Mitglied des Geschäftsführenden Vorstands des FDGB Groß-Berlin.